# سایفون فیلتر: نژاد امگا
سایفون فیلتر: نژاد امگا (انگلیسی: Syphon Filter: The Omega Strain) یک بازی ویدئویی در سبک مخفی‌کاری و تیراندازی سوم شخص است که توسط سونی اینتراکتیو انترتینمنت و در سال ۲۰۰۴ و در پلت‌فرم پلی‌استیشن ۲ منتشر شده‌است.